# 브리지스 오브 러브
《브리지스 오브 러브》(영어: Bridges of Love)(일본어): 愛の橋; (한국어): 아이 노 하시)는 2015년 방영된 필리핀의 드라마이다.